# Pentaeritrit
A pentaeritrit szerves vegyület, képlete C(CH2OH)4. Fehér szilárd poliol. A pentaeritrit robbanóanyagok, műanyagok, festékek, berendezések, kozmetikumok és számos más kereskedelemben kapható termék alapanyaga.
A szó az 5 szénatomra utaló penta- szóból és a 4 hidroxilcsoportot tartalmazó eritrit nevéből ered.

## Szintézis
A pentaeritritet először 1891-ben írta le Bernhard Tollens és tanulója, P. Wigand. Előállítható az acetaldehid és a formaldehid báziskatalizált többszörös addíciója révén, ami pentaeritrózt ad, majd egy negyedik formaldehid Cannizzaro-reakciója révén pentaeritritet és formiátot ad.

A pentaeritrit szintézise

## Használat
A pentaeritrit számos vegyület alapanyaga, különösen polifunkciós származékoknál használják. Használják alkidgyantákhoz, lakkokhoz, poli(vinil-klorid)-stabilizátorokhoz, fenyőolajészterekhez, antioxidánsokhoz (például Anox 20-hoz). Származékai megtalálhatók műanyagokban, festékekben, kozmetikumokban és számos más termékben.
A pentaeritrit-észterek biológiailag lebomlanak, és transzformátorolajként használják. A nagyon magas lobbanáspont miatt gázturbina-síkosításra is használják.

### Poliészter-származékok
A pentaeritrit a C(CH2OX)4 alakú észterek prekurzora. Ilyen származékok például a vazodilatációhoz és robbanóanyagként is használt pentaeritrit-tetranitrát (PETN), a trinitrátszármazék, a pentrinitrol (Petrin), a tetraacetát, a normoszterol (PAG) és egy polimerkeresztkötés-segítő anyag, a pentaeritrit-tetraakrilát.

### Tűzgátlás
A pentaeritrit tűzgátlóként is használt például műanyagokban, festékekben és bevonatokban. Vizet bocsát ki hevítéskor, hőszigetelő anyagot hagyva maga után.

## Fordítás
Ez a szócikk részben vagy egészben  a   Pentaerythritol című angol Wikipédia-szócikk ezen változatának fordításán alapul.  Az eredeti cikk szerkesztőit annak laptörténete sorolja fel. Ez a jelzés csupán a megfogalmazás eredetét és a szerzői jogokat jelzi, nem szolgál a cikkben szereplő információk forrásmegjelöléseként.